# Honda CR-Z
Honda CR-Z — це компактне гібридне спортивне купе, яке випускала компанія Honda.
Автомобіль є наступником Honda CR-X і використовує платформу Honda Insight.

## Опис

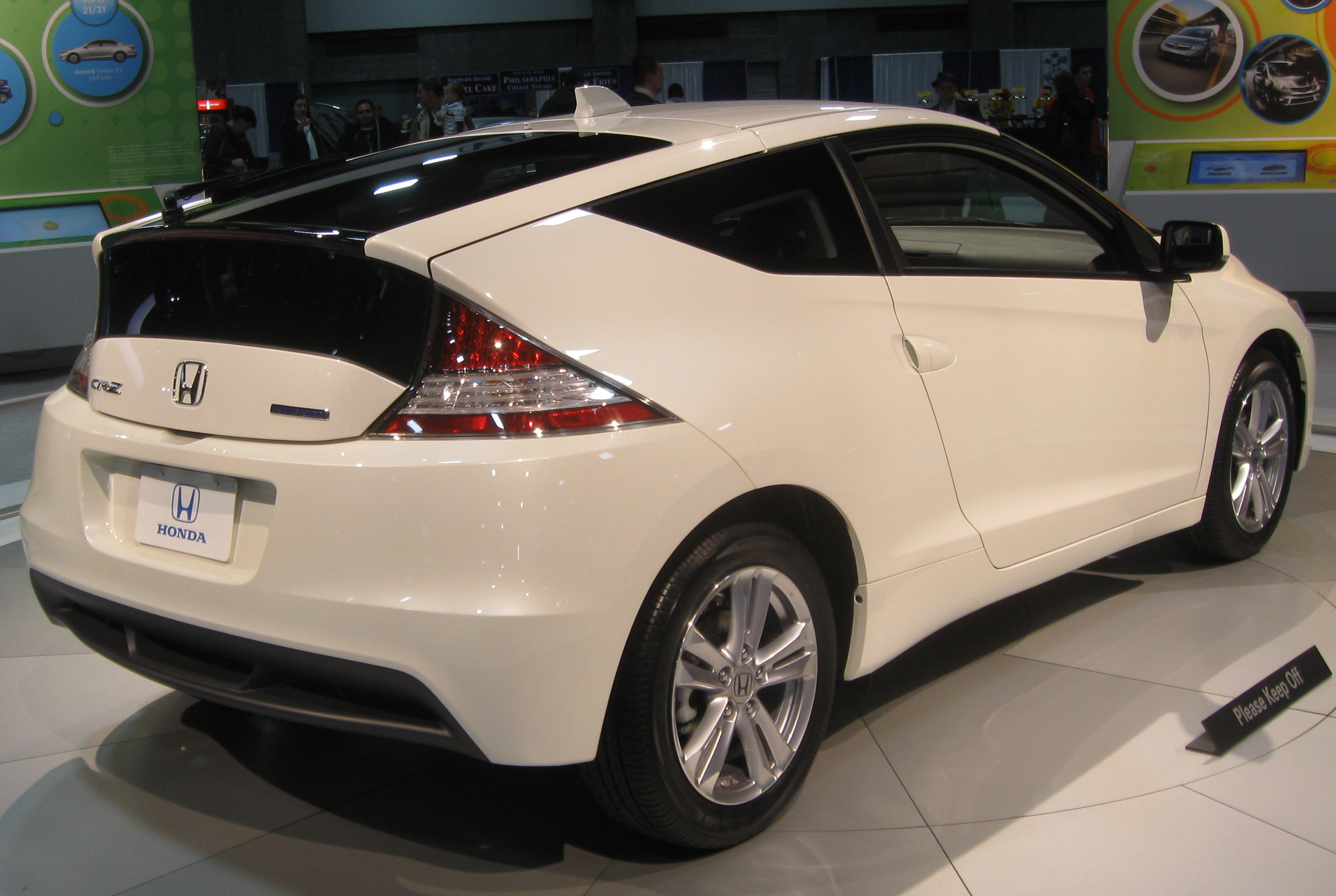
Honda CR-Z

Honda CR-Z поєднує в собі гібридний бензоелектричний силовий агрегат з традиційним спортивним автомобілем. елементи - в першу чергу мають 2+2 порядок розсадження і стандартною коробкою передач. CR-Z розглядається як духовний спадкоємець Honda CR-X. 

У США, він є одним з найменш забруднювальним транспортним засобом. CR-Z є єдиною бензоелектричною гібридною моделлю, яка може бути оснащена механічною коробкою передач (за винятком старших моделей 2001-2005 Insight і Civic Hybrid). 

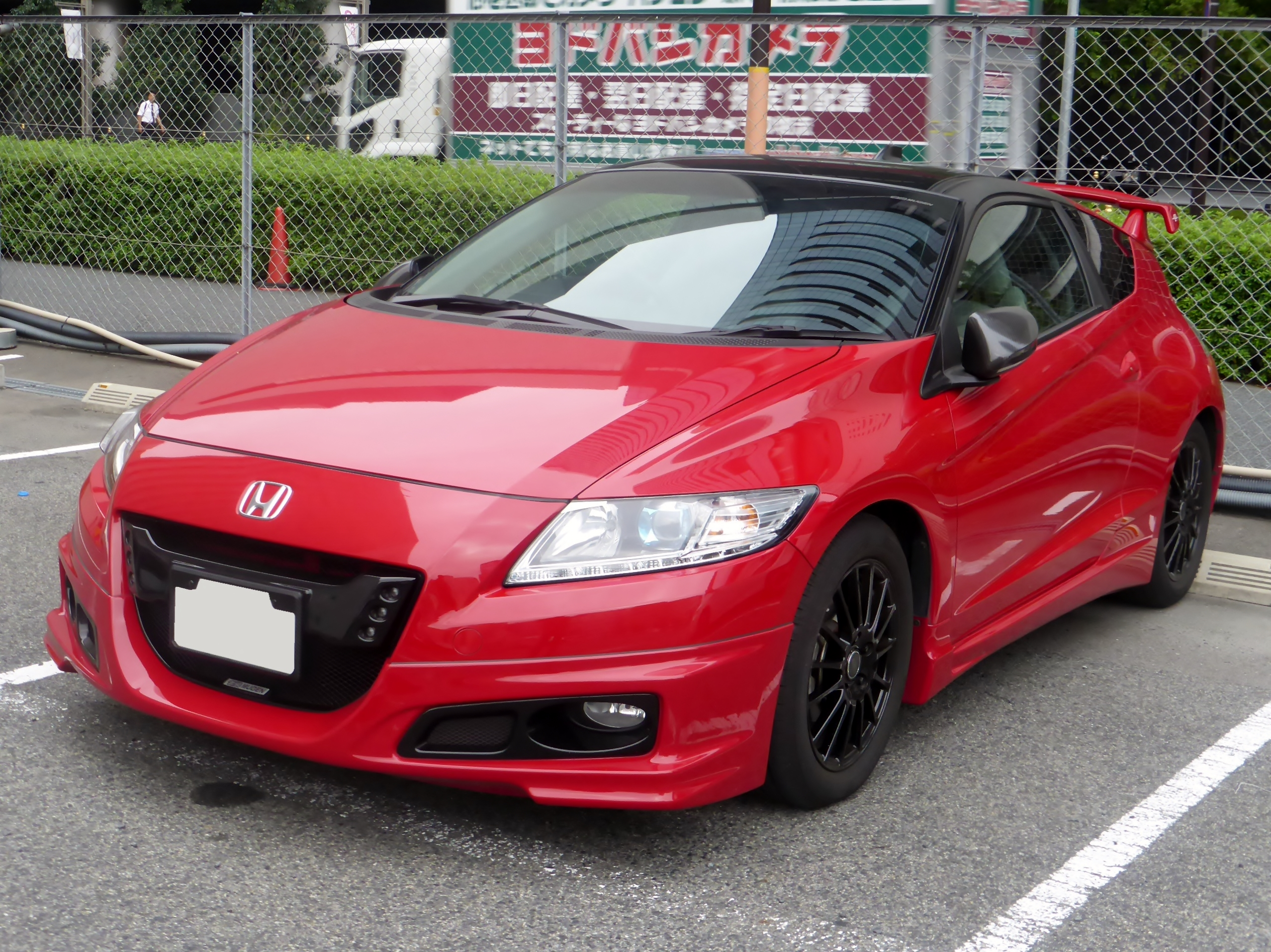
Honda CR-Z Mugen

Автомобіль оснащувався бензиновим двигуном 1.5 л LEA I4 SOHC 16v i-VTEC потужністю 111 к.с. при 6000 об/хв 144 Нм при 4800 об/хв і безконтактним електродвигуном постійного струму MF6 потужністю 14 к.с. при 1500 об/хв 79 Нм при 1000 об/хв. Автомобіль витрачає 4,0 літра на 100 кілометрів з коробкою передач CVT та 4,4 літра на 100 кілометрів з 6-ст. механічною коробкою передач.

CR-Z є шостою унікальною версією Honda з технологією IMA, ця технологія була вперше запущена в Insight першого покоління.

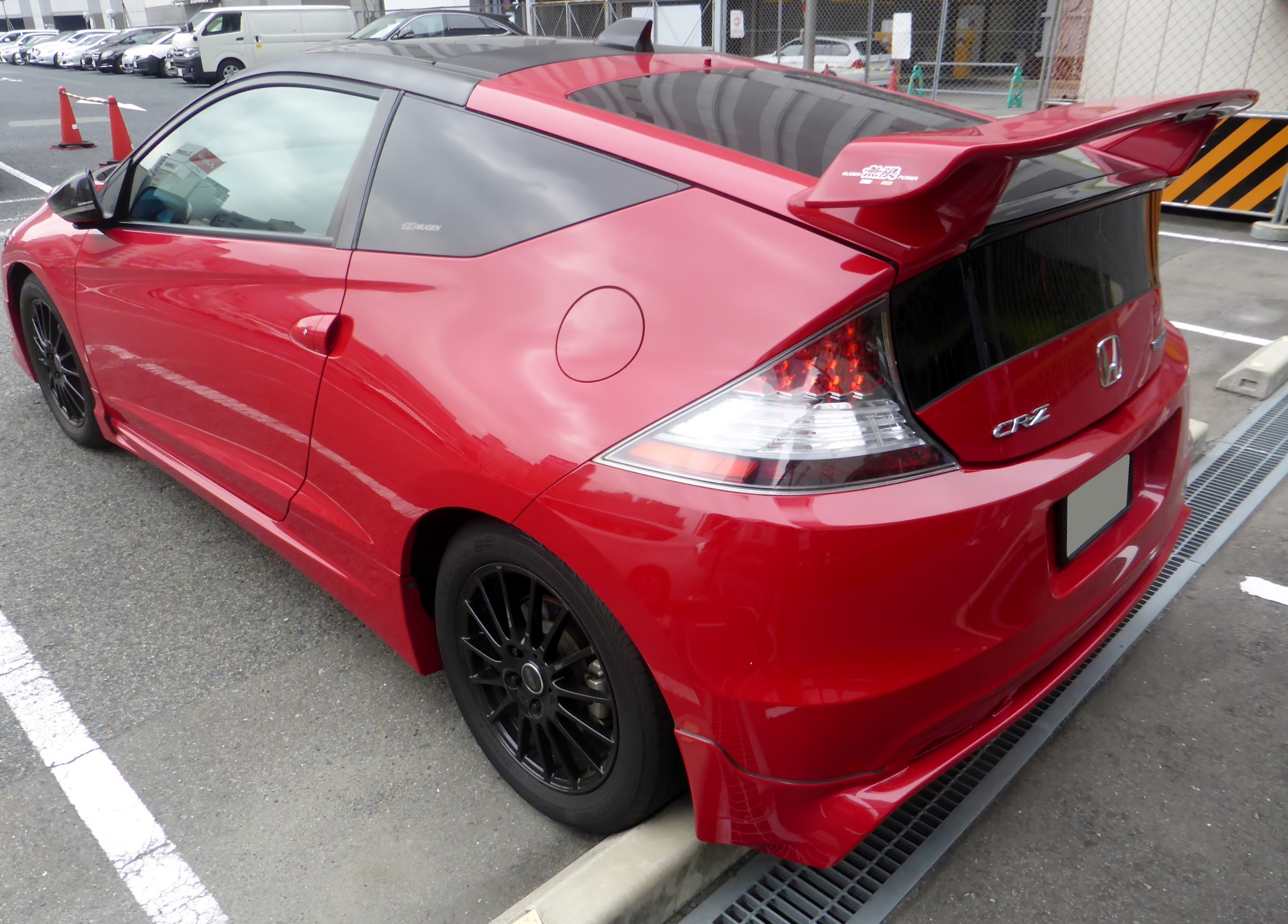
Honda CR-Z Mugen

За спортивність гібридної системи CR-Z відповідають три режими їзди. Три кнопки з підсвічуванням на центральній панелі пропонують вам вибрати режим Economy (економічний), звичайний або спортивний, залежно від обраного режиму внутрішній колір тахометра підсвічується зеленим, синім або червоним відповідно. Кожен із режимів надає різну чутливість педалі акселератора, режими роботи підсилювача керма, реакцію гальмівної системи та потужність, яка віддається гібридною установкою. При русі в пробках або в щільному потоці транспорту можна вибрати економічний режим. У всіх інших випадках можна використовувати в режимі NORM, який є відмінним балансом між потужністю, економічністю та рівнем викидів, а також підходить практично для всіх умов руху.
Продажі CR-Z почалися в Японії в лютому 2010 року. Продажі в США почалася в серпні 2010 року.
У 2015 році екстер’єр автомобіля повністю оновили. Рельєфна передня частина, велика чорна решітка радіатора, звивистий спойлер плавно переходять у висхідний клин, лінії якого закінчуються у майже пласкій задній частині з великими задніми фарами, які навряд чи Ви ще десь побачите. Більшість цікавих деталей автомобіля краще видно у червоному або синьому кольорах, але саме у чорному купе нагадує транспорт з науково-фантастичного фільму. 

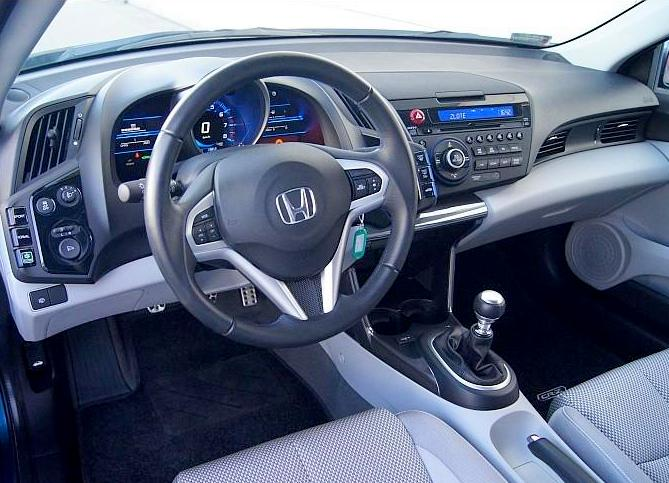
Honda CR-Z

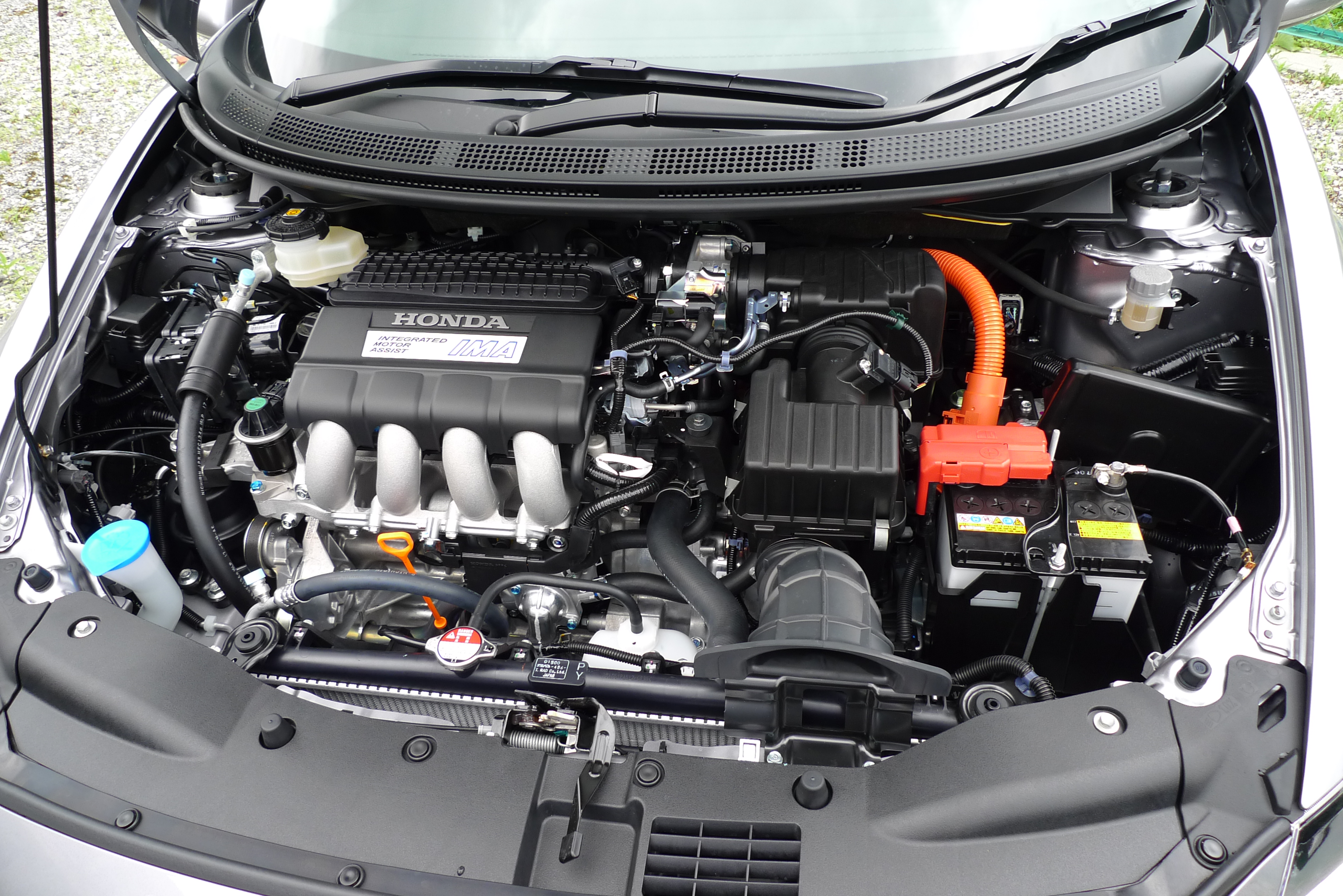
Двигун

Купе CR-Z приготувало чимало сюрпризів на 2016 рік, серед яких: нова зовнішня та внутрішня стилізація, нова центральна консоль, сучасний  7.0-дюймовий аудіо дисплей, система безконтактного відкривання дверей, кнопковий старт/стоп, електронні паркувальні гальма, система контролю руху по смузі «Lane Watch» від Honda. Модель EX-L Navi може похвалитись стандартними системою навігації та шкіряним оздобленням салону. До переліку опцій увійшли шкіряні сидіння з функцією підігріву. 

### Безпека
Моделі CR-Z отримали середню оцінку за безпеку при бокових зіткненнях, відмінну оцінку (5 із 5 зірок) за перекидання та 4 із 5 зірок за безпеку при лобових зіткненнях для моделей 2012 року та новіших моделей. Модель 2011 року має середній рейтинг безпеки при лобовому зіткненні (3 зірки з 5).  Подвійні передні подушки безпеки, бічні подушки безпеки та бічні шторки для захисту голови є стандартним обладнанням. 

### Двигун
- 1.5 л LEA I4 SOHC 16v i-VTEC + електродвигун